# رسومية
الرسومية أو الرَّوْسَم أو الحرف أو الحرف المجرد أو الحَرْفِيم أو وحدة الكتابة أو وحدة الخط (بالإنجليزية: grapheme)‏ أصل وحدات كل لغة مكتوبة، منها حروف صينية وأبجدية وعلامات أرقام وترقيم.
الوحدة الخطية (غرافيم) في علم اللغويات، هي أصغر وحدة في نظام الكتابة بأي لغة. يمكن أن تحمل وحدة خطية معنىً بحد ذاتها أو لا تحمله، وقد تتوافق مع وحدة صوتية (فونيم) فردية للغة المنطوقة، أو قد لا تتوافق معها. تمثل الوحدة الخطية حرفا أو عددًا (مجموعة) من الحروف التي تمثل صوتًا (وحدة صوتية بشكل أدق) في كلمة.
تشمل الوحدات الخطية الحروف الأبجدية، والحروف المطبعية المزدوجة، والحروف الصينية، والأرقام العددية، وعلامات الترقيم، ورموزًا أخرى. يمكن أن تُفهم الوحدة الخطية أيضا كعلامة غرافيكية تمثل بشكل مستقل جزءًا من المادة اللغوية.
تُشتق كلمة غرافيم التي صيغت قياسًا على كلمة فونيم، من كلمة غرافو في اليونانية القديمة بمعنى «اكتب»، واللاحقة ايم قياسًا على فونيم، وأسماء أخرى من الوحدات الداخلية. وتدعى دراسة الوحدات الخطية بالغرافيميكس.
يعتبر مفهوم الوحدة الخطية مجردًا، ومشابهًا لمفهوم حوسبة رمز ما. وبالمقابل، يدعى الشكل المحدد الذي يمثل وحدة خطية معينة بحرف مطبعي محدد، بالنقش (غليف). تمتلك الوحدة الخطية المقابلة للمفهوم المجرد «للرقم العربي واحد» كمثال، نقش (غليف) مختلفًا بمعنى مماثل (توقيع) في كل من المحارف (مثل، شكل سيرسف في تايمز نيو رومان، وسانسيريف كما في هيلفيتكا).

## التدوين
تُدوّن الوحدات الخطية غالبًا داخل أقواس بزاوية: ⟨أ⟩، ⟨ب⟩، إلخ. يشابه هذا كلًا من التدوين بعلامة الشق (/أ/، /ب/) المستخدم في الوحدات الصوتية، والتدوين بالقوس المربع ([أ]، [ب]) المستخدم في نسخ الوحدات الصوتية.

## العلاقة مع الوحدات الصوتية
تعبر الوحدة الخطية من حيث المبدأ -في العديد من اللغات التي تستخدم أنظمة الكتابة الأبجدية- عن الوحدات الصوتية (الأصوات المهمة) في اللغة. لكن تستلزم قواعد التهجئة الخاصة بتلك اللغات -في الممارسة العملية- قدرًا معينًا من الانحراف عن المطابقات المثالية للوحدة الخطية والصوتية. قد تُمثَّل الوحدة الصوتية بعدة وحدات خطية (تتابع أكثر من وحدة خطية)، حيث يمثل حرفا (إس إتش) صوتًا واحدًا في اللغة الإنجليزية.
قد لا تمثل بعض الوحدات الخطية أي وحدة صوتية صوت على الإطلاق (مثل الحرف بي في كلمة ديت (ديبت) في اللغة الإنجليزية أو الحرف إتش في جميع الكلمات الإسبانية التي تحتوي على هذا الحرف) وغالبًا ما تصبح قواعد المطابقة بين الوحدات الخطية والوحدات الصوتية معقدة أو غير منتظمة، لا سيما نتيجة لتغييرات الصوت التاريخية التي لا تنعكس بالضرورة في التهجئة. تنطوي قواعد التهجئة «الضئيلة» مثل تلك الخاصة بالإسبانية والفنلندية القياسية على مطابقات منتظمة (وإن لم تكن دائمًا تناظرية) بين الوحدات الخطية والوحدات الصوتية، في حين تمتلك قواعد التهجئة الخاصة باللغة الفرنسية والإنجليزية مطابقات أقل انتظامًا بكثير، وتُعرف باسم قواعد التهجئة العميقة.
عادةً ما تُعامل الوحدات الخطية التي تمثل وحدة صوتية واحدة على أنها مجموعات من الحروف المنفصلة، لا كوحدات خطية في حد ذاتها. تُعامل الوحدة الخطية في بعض اللغات، كوحدة مفردة بغرض التصنيف، وكمثال؛ يأتي قسم الكلمات التي تبدأ بـ ⟨سي إتش⟩ بعد التي تبدأ بـ ⟨إتش⟩.